# A Estrutura das Revoluções Científicas
A Estrutura das Revoluções Científicas é um livro sobre a história da ciência publicado no ano de 1962 pelo filósofo Thomas Kuhn. Sua publicação estabelece um marco para as disciplinas da história, filosofia e sociologia do conhecimento, popularizando os termos paradigma e mudança de paradigma. Kuhn desafiou ideia estabelecida (até então) do progresso científico como uma acumulação de fatos e teorias. Ele argumentou que períodos de continuidade de uma ciência normal são interrompidos por períodos revolucionários, cujas anomalias geram novos paradigmas que questionam os anteriores, levando a pesquisa científica a novos caminhos.

## Publicação
O livro foi publicado primeiramente como monografia na Enciclopédia Internacional da Ciência Unificada (International Encyclopedia of Unified Science), e logo como livro pela editora da Universidade de Chicago no ano de 1962. Em 1969, Kuhn agregou um apêndice de modo a responder às críticas que havia recebido em relação à multiplicidade de significados que um dos principais conceitos propostos em sua obra, o de paradigma científico, possuía na primeira versão publicada.
Kuhn declara que a gênese das idéias do livro ocorreu em 1947, quando lhe foi encomendado ministrar um curso de ciência para estudantes de Humanidades, enfocando-se em casos de estudos históricos. Mais tarde, declararia que até o momento nunca havia lido nenhum documento antigo sobre temas científicos. A física de Aristóteles era notavelmente diferente da obra de Newton no que concerne aos conceitos de matéria e movimento — chegando à conclusão de que os conceitos de Aristóteles não eram "mais limitados" ou "piores" que os de Newton, apenas diferentes.

## Sinopse

### Enfoque
Kuhn adota um enfoque de História da Ciência e da Filosofia da Ciência centrado em questões conceituais relacionadas aos tipos de ideias que são concebíveis em determinado momento, aos tipos de estratégias e opções intelectuais disponíveis às pessoas durante certo período, assim como a importância de não atribuir modelos de pensamento modernos a autores históricos. A partir desta posição, argumenta que a evolução da teoria científica não provém da mera acumulação de "feitos", senão que de um grupo de circunstâncias e possibilidades intelectuais sujeitas a mudança. Com essa perspectiva, Kuhn define o conceito de paradigma científico, que seriam os conjuntos de práticas e visões de mundo compartilhadas por uma certa comunidade científica. Para o autor, o desenvolvimento (chamado, também, de amadurecimento pelo autor) de uma ciência ocorre quando uma determinada comunidade cientifica adota um paradigma para a prática científica, em que todos os indivíduos pertencentes a essa comunidade participam e autorregulam o paradigma.

### Exemplos históricos
Kuhn ilustra suas idéias utilizando exemplos extraídos da história da ciência.
Assim, em um momento particular da história da Química, alguns cientistas começam a explorar o conceito de átomo. Muitas substâncias, ao serem aquecidas, apresentam a tendência de separar-se nos elementos que as compõem. Tempos atrás, uma mistura de água e álcool seria classificada como um composto químico. Na atualidade considera-se como uma mistura, porém não haveria razão para suspeitar que não fora um composto. A água e o álcool não se separam espontaneamente. porém podem ser separados por meio de aquecimento. A água e o álcool podem se combinar em qualquer proporção.
Um químico que favorecesse a teoria atomista consideraria que todos os compostos cujos elementos se combinam em proporções fixas apresentariam um comportamento normal, e toda exceção seria considerada uma anomalia que poderia ser explicada posteriormente (no futuro).
Porém, por outro lado, se um químico acreditasse que as teorias atomistas da matéria são falsas, todos os compostos cujos elementos se combinassem em proporções fixas seriam considerados anomalias que poderiam ser explicadas em algum momento posterior (no futuro), e todos os compostos cujos elementos poderiam ser combinados em qualquer proporção apresentariam o comportamento normal para um composto.
Hoje em dia o consenso favorece o ponto de vista do atomismo. Porém, se nos ativéssemos a pensar o problema utilizando somente o conhecimento disponível neste momento, ambas seriam defensáveis (ver conceito de composto químico).

### A Revolução de Copérnico
Acaso o exemplo mais famoso de revolução no pensamento científico é 
De Revolutionibus Orbium Coelestium de Copérnico. Na escola Ptolomaica se utilizavam os ciclos e epiciclos (junto com alguns conceitos adicionais) para construir um modelo explicativo dos movimentos dos planetas em um universo cujo centro era uma Terra imóvel. Dado o conhecimento da época, era o enfoque mais plausível. A medida que as observações astronômicas se fizeram mais precisas, a complexidade dos mecanismos cíclicos e epicíclicos ptolomaicos tiveram de incrementar-se para fazer coincidir seus resultados (predições) com os das posições observadas para cada planeta. Copérnico propôs um sistema que tinha o Sol como centro, ao redor do qual orbitavam os planetas, um dos quais era a Terra. Seus contemporâneos rechaçaram sua cosmologia, e com pleno direito, segundo Kuhn, dado que a cosmologia de Copérnico carecia de credibilidade.
Kuhn ilustra como a mudança de paradigma só foi possível quando Galileu Galilei introduziu suas novas idéias para o movimento. Intuitivamente sabemos que quando um objeto é posto em movimento, eventualmente se detém. Aristóteles sustentava que isto se devia a uma propriedade da Natureza: para que o movimento se mantenha, algo deve continuar pondo o objeto em movimento (deveria haver algo que "empurrasse" o objeto enquanto se movesse, de modo a que não se detivesse). 
Para o conhecimento disponível na época, era a hipótese mais sensata e razoável.
Galilei propôs uma alternativa radical para explicar o fato de que o movimento se detinha: suponhamos, dizia, que os objetos móveis eventualmente se detivessem porque estavam sujeitos a determinada fricção. Galilei carecia de equipamento para confirmar objetivamente sua conjectura, porém sugeriu que sem a fricção que freasse o objeto móvel, sua tendência inerente seria a de manter a mesma velocidade sem necessidade de aplicar-lhe nenhuma força adicional.
O enfoque ptolomaico, que utilizava os ciclos e epiciclos começou a apresentam problemas: o constante crescimento na complexidade que se requeria para dar conta dos fenômenos observados parecia não ter fim.
Johannes Kepler foi o primeiro a abandonar o paradigma ptolomaico e suas ferramentas conceituais. Começou a explorar a possibilidade de que Marte tivesse uma órbita elíptica ao invés de uma circular. Se assim fosse, a velocidade angular não poderia mais ser constante. Resultou porém ser muito difícil encontrar uma fórmula matemática que descrevesse a forma em que se modificava a velocidade angular. Depois de anos de incessantes e infrutíferos cálculos, Kepler encontrou aquela que hoje conhecemos como a segunda das leis de Kepler.
A conjectura de Galilei era simplesmente isto, uma conjectura. Também assim foi a cosmologia de Kepler. Porém cada uma delas aumentou a credibilidade da outra, e juntas mudaram a percepção da comunidade científica. Mais adiante, Newton demonstrou que as três leis de Kepler podiam ser derivadas de uma única teoria do movimento e do movimento planetário. Newton unificou e solidificou a mudança de paradigma iniciada por Galileu e Kepler.

### Coerência
Um dos objetivos da ciência é encontrar modelos que deem conta da maior quantidade de observações dentro de um marco coerente. A reformulação da natureza do movimento levada a cabo por Galilei, junto a cosmologia de Kepler, representam um marco coerente capaz de rivalizar com o Aristotélico/Ptolomaico.
Uma vez que ocorre a mudança de paradigma, é necessário reescrever os livros-texto. A história da ciência é habitualmente reescrita e apresentada como a sorte de um processo que inevitavelmente conduz ao marco conceitual estabelecido em um momento. Existe a crença implícita de que todo fenômeno de momento carente de explicação, poderá ser explicado no futuro dentro do marco conceitual estabelecido. Kuhn diz que os cientistas passam a maior parte de sua carreira (senão toda ela) resolvendo "quebra-cabeças". E o fazem com grande tenacidade, dado que os êxitos do marco conceitual estabelecido tendem a gerar uma grande confiança no enfoque adotado, garantindo que existe uma solução para o "quebra-cabeça", por mais difícil que seja. Este processo é chamado ciência normal.
Quando um paradigma é exigido até o seu limite, as anomalias — quer dizer, a incapacidade de dar conta dos fenômenos observados — começam a acumular-se. A gravidade destas anomalias é julgada por aqueles que praticam a disciplina em questão. Algumas podem ser desprezadas como erros de observação, enquanto outras podem requerer alguns pequenos ajustes do paradigma atual que as explicaria nesse momento. Porém apesar do número ou gravidade das anomalias que persistam ou se acumulem, os cientistas não perdem sua fé no paradigma enquanto não exista uma alternativa convincente; perder a fé em que todo o problema tem uma solução equivaleria a deixar de ser científico. 
Em qualquer comunidade científica há indivíduos que se arriscam mais que a maioria. São os que, considerando que existe de fato uma crise, adotam o que Kuhn denomina ciência revolucionária, procurando encontrar alternativas às suposições aparentemente óbvias e inquestionáveis nas quais se embasa o paradigma estabelecido. Isto dará lugar a um marco conceitual que rivaliza com este. O novo paradigma proposto pareceria possuir numerosas anomalias, em parte devido a estar ainda incompleto. A maioria da comunidade científica se oporá a qualquer mudança conceitual, e de acordo com Kuhn, fará bem em fazê-lo. 
Para que uma comunidade científica alcance seu potencial ela necessita tanto de indivíduos inovadores como de indivíduos conservadores. Existem numerosos exemplos na história da ciência em que a confiança no marco conceitual estabelecido foi posteriormente corroborado. Aqueles cientistas que são excepcionalmente hábeis para reconhecer o potencial de uma teoria, serão os primeiros a preferir o novo paradigma. Esta etapa é seguida geralmente por um período no qual há quem se junte a um ou a outro paradigma. Mais adiante, se o paradigma proposto lograr êxito, unificar-se e solidificar-se, acaba por substituir o anterior, e dizemos que tem lugar uma mudança de paradigma.